# Гавликовский, Николай Людвигович
Никола́й Лю́двигович Гавлико́вский (1868 — не ранее 1922) — артист балета, балетовед; теоретик танца, танцмейстер.

## Биография
Гавликовский Николай Людвигович родился в 1868 г.

У него было два брата — Леопольд и Виктор, один из них учился в Санкт-Петербургском университете.

М. Борисоглебский опубликовал несколько свидетельств И. Ф. Кшесинского. Артист вспоминал: 
«Коля Гавликовский, после того как Александр III не посетил нашего школьного спектакля и мы поэтому не получили трехдневного отпуска, полагавшегося всегда после посещения училища царём, стал делать бумажные колпаки, что-то вроде маленьких парашютов, надписывать на них „Царь дурак“ и бросать в форточку на улицу. За этим занятием он был пойман и лишен на целый год отпуска и свидания с братом — студентом Петербургского университета. <...> Воспитанникам не давали упражняться в игре на хорошем рояле, а заставляли бренчать на старых полуразвалившихся „цимбалах“. В один из вечеров эти „цимбалы“ разобрали воспитанники, среди которых был Гавликовский и Н. Легат, струны скатали в клубок и забросили на печку, а все деревянные части сожгли. Пришли на другой день надзиратели, хватились, а цимбалов и след простыл. Начались поиски и, конечно, ничего не нашли».
Но учеником Николай Гавликовский был хорошим, он отличался ловкостью и одним из первых начал делать двойные tour en l’air в воздухе.

Еще будучи воспитанником, он участвовал в спектаклях Мариинского театра; так, в бенефис Е. Вазем 27 декабря 1881 г. М. Петипа возобновил балет «Пахита», в котором мазурку танцевали учащиеся: Татаринова, Кускова, Виноградова, Лабунская и воспитанники Фридман, Кшесинский, Ширяев и Гавликовский.

Выпускным спектаклем его стал балет Р. Е. Дриго «Очарованный лес» в постановке Л. Иванова. 
Этот одноактный балет стал первой самостоятельной работой балетмейстера и получил весьма лестные отклики.
Николай Людвигович окончил Петербургское театральное училище в 1887 г. с похвальным листом; с 1899 г. был назначен учителем бальных танцев в этом же училище.

### Творчество
В том же 1899 г. вышло в свет первое издание его «Руководства для изучения танцев», которое включает в себя наиболее распространенные бальные танцы (того времени) и их описание:
- полонез,
- вальсы:
  - в три па,
  - в два па,
  - венский вальс,
- польку,
- галоп,
- мазурку,
- кадриль,
- падекатр и
- котильон.

Н. Л. Гавликовский — автор двух танцев — шакона и миньона:
Одним из новых танцев конца XIX — начала XX вв. стал шакон, сочиненный Н. Гавликовским. Сам автор называл его изящным и оригинальным. Танец, в котором сочетались красивые позы, несложные движения с почти балетной грациозностью, быстро завоевал всеобщую симпатию. «В классной работе шакон является незаменимым своеобразным упражнением для развития мягкости и плавности движений. Будучи построен на элементах гавота и менуэта, шакон может считаться образцом бального танца конца XIX века», — писал о танце Н. П. Ивановский.
До сих пор живет и другой танец — миньон, созданный Н. Гавликовским. 
«Совершенно новый английский, салонный, очень грациозный и элегантный танец, несколько напоминающий венский вальс, но более плавный и медленный в движениях», — как писал о нем автор.
Миньон меньше, чем какой-либо другой танец, подвергся искажениям.
Помимо уже «полюбившихся и утвердившихся» танцев, Гавликовский включил в «Руководство» и новые;  среди них — краковяк и венгерка. Эти танцы (как и многие другие) несли в себе элементы характерного танца, оперирующего в основном материалами быта.
 
Краковяк — польский народный танец, возникший в Краковском воеводстве, это был один из самых популярных танцев Польши, а в XIX в. — начале XX в., отчасти — благодаря его популяризации Гавликовским, который «построил композицию, соединявшую характерные элементы польского танца с вальсом», — краковяк стал бальным танцем в России.
Еще один характерный танец в обработке Гавликовского, сохранившийся до наших дней, использующий элементы венгерского народного танца чардаша, — венгерка, был популярен в начале XX в.

### После революции
Н. Гавликовского уволили из училища в 1922 г.; он начал преподавать танцы в Доме культуры Северо-Западных железных дорог. Как сложилась дальнейшая жизнь первого танцовщика Мариинского театра и учителя бальных танцев Н. Л. Гавликовского, неизвестно. 

### Творческое наследие
В 50–60-е гг. выходило достаточно самоучителей и репертуарных списков, рекомендованных для школ и кружков: «Танцы» 1953 г., вышедшие в издательстве «Молодая гвардия», «Бальный танец» З. Резниковой 1953 г., «Бальные танцы» и «Танцы в клубе» 1952 г. издания Госкультпросветиздата, «Бальные танцы», изданные в Риге в 1954 г., и многие другие. В некоторых из них можно найти описание краковяка или шакона в постановке Н. Гавликовского. В классических трудах по историко-бытовым танцам, переиздаваемых сегодня, и в современных книгах обязательно будет описание падекатра, миньона и шакона, как наиболее значимых танцев конца XIX в.